# Día de la Reunificación
El Día de la Reunificación (en vietnamita: Ngày Thống nhất), también conocido como Día de la Victoria (Ngày Chiến thắng), Día de la Liberación (Ngày Giải phóng o Ngày Giải phóng miền Nam), o por su nombre oficial, Día de la Liberación del Sur y la Reunificación Nacional (Ngày Giải phóng miền Nam, thống nhất đất nước) es un día festivo en Vietnam que marca el evento en el que las fuerzas  de Vietnam del Norte y del Viet Cong capturaron Saigón (ahora Ciudad Ho Chi Minh), la capital de Vietnam del Sur, el 30 de abril de 1975, poniendo así fin a la Guerra de Vietnam. El evento marcó el inicio del período de transición de la reunificación, que también se produjo en una elección nacional para la reunificación el 2 de julio de 1976, cuando Vietnam del Sur y Vietnam del Norte se fusionaron, formando el Vietnam actual.
En algunos miembros de la comunidad vietnamita de ultramar que huyeron de Vietnam del Sur después de su caída, el día se conmemora como la Caída de Saigón, Abril Negro (Tháng tư đen), Día Nacional de la Vergüenza (Ngày quốc nhục) o Día Nacional del Odio (Ngày quốc hận).

## Galería

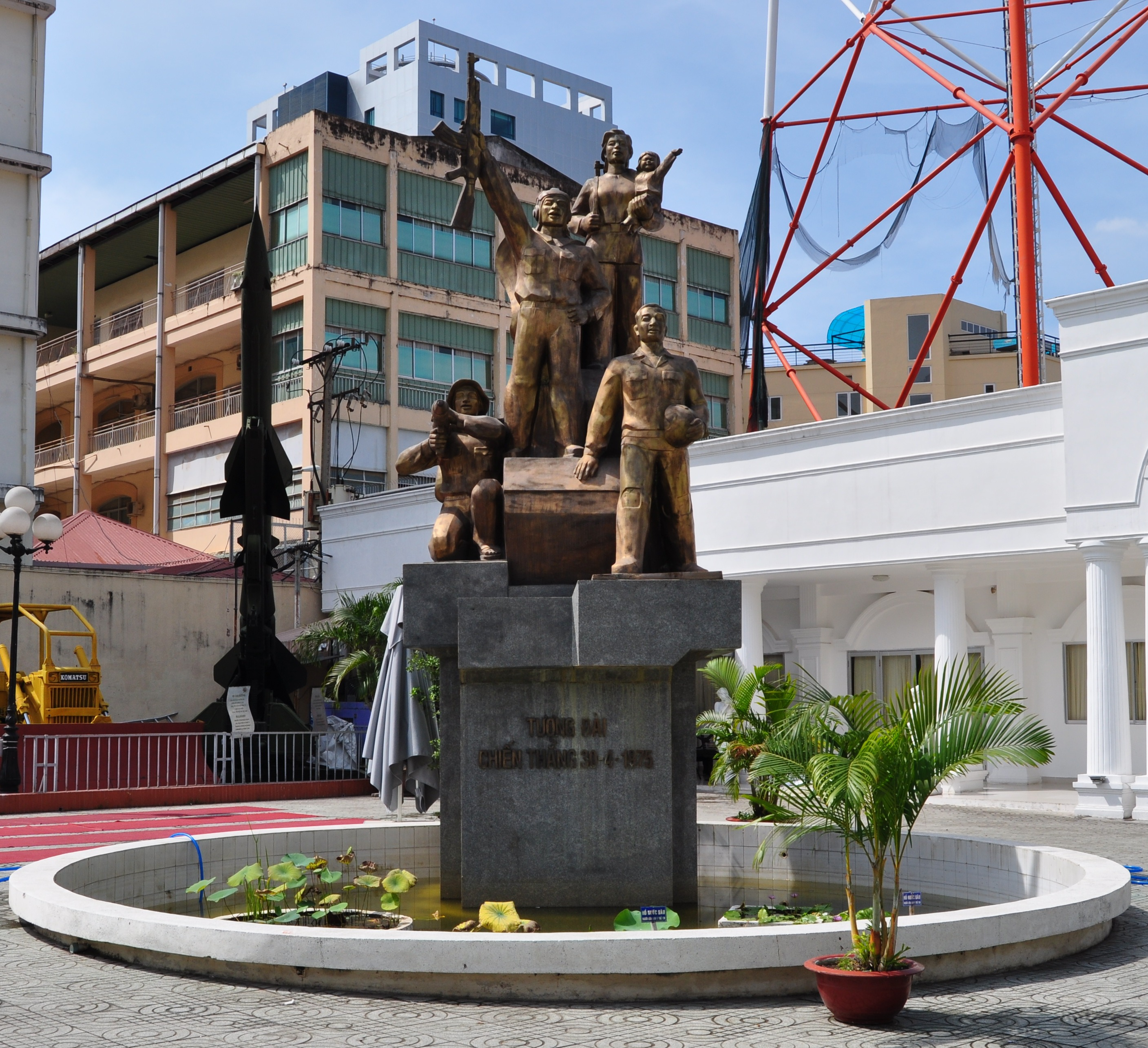
Estatua que conmemora la "Victoria del 30 de abril de 1975" en el Museo de la Campaña de Ho Chi Minh
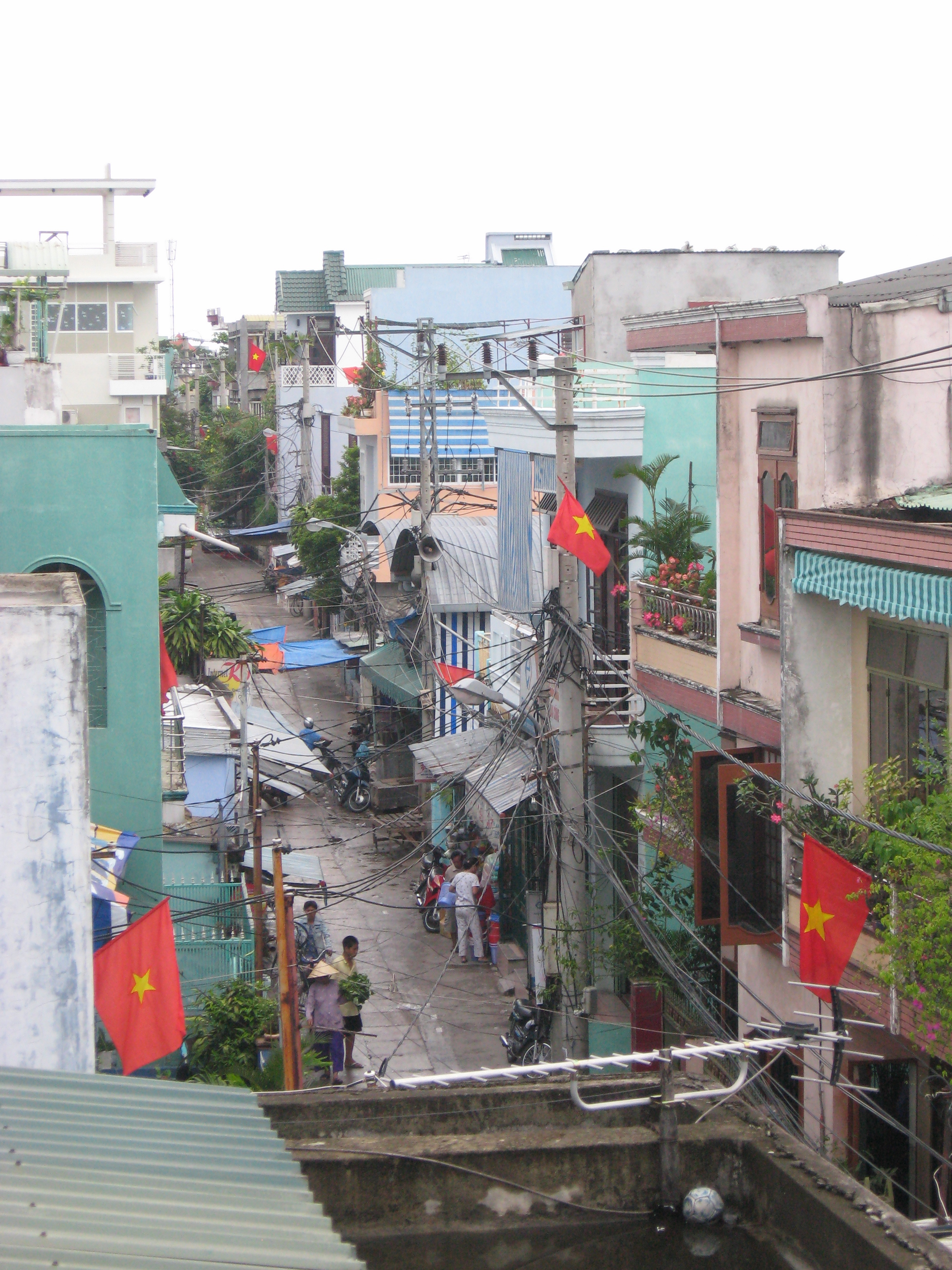
Una calle de Da Nang, Vietnam. Se exhiben banderas con motivo del Día de la Reunificación, un día conmemorativo nacional.
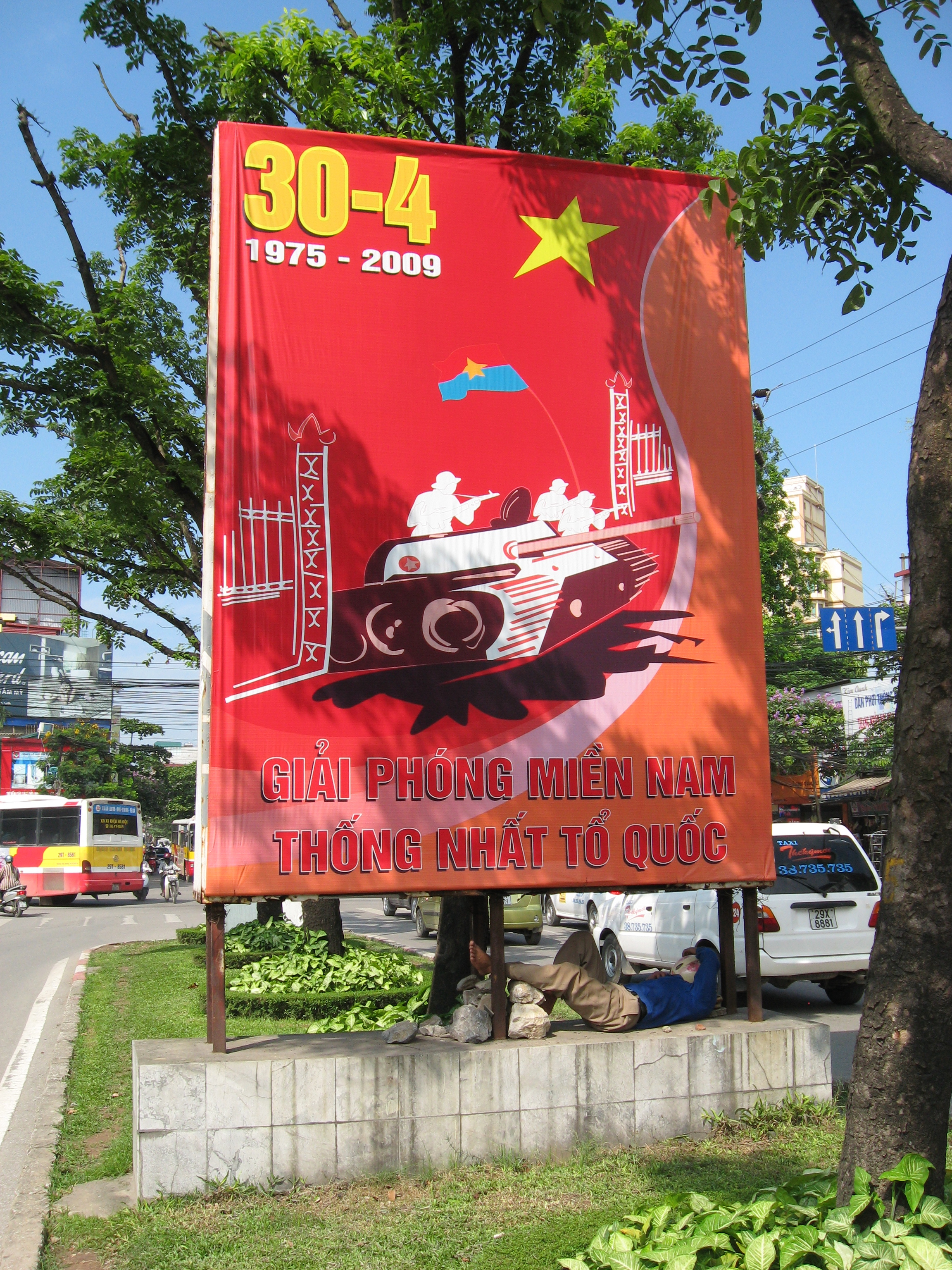
Un cartel en Hanoi, 2009, que representa el momento en que un tanque del Viet Cong se estrelló contra el Palacio Presidencial el 30 de abril de 1975.
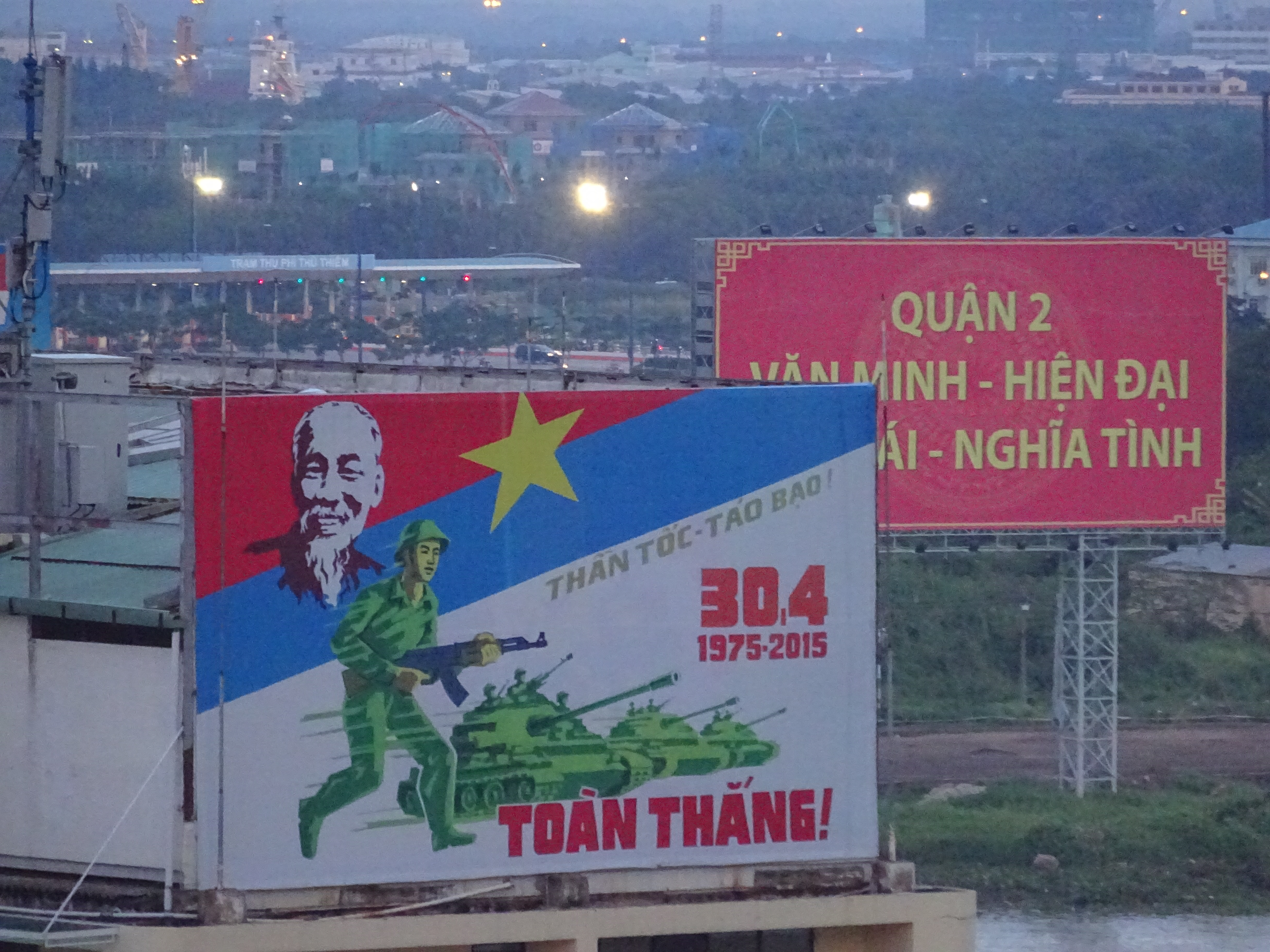
Un gran cartel en la ciudad de Ho Chi Minh, Vietnam, que conmemora el 30 de abril de 1975. La imagen lleva la declaración de una victoria total.